# Paracatu (tiểu vùng)
Paracatu là một tiểu vùng thuộc bang Minas Gerais, Brasil. Tiều vùng này có diện tích 34997 km², dân số năm 2007 là 196948 người.